# 斜口裸鲤
斜口裸鲤（学名：Gymnocypris scolistomus）为輻鰭魚綱鯉形目鲤科裸鲤属的鱼类，俗名湟鱼。在中国，分布于青海久治逊木措湖等。该物种的模式产地在青海久治逊木措湖。

## 扩展阅读
維基物種上的相關：斜口裸鲤